# Platon Januszewicz
Platon Januszewicz (ur. 5 kwietnia 1906, zm. 25 kwietnia 1964 w Krakowie) – polski specjalista w zakresie metalurgii i odlewnictwa.
Ukończył studia w 1930 na Wydziale Hutniczym Akademii Górniczej w Przybramie i następnie nostryfikował dyplom inżyniera metalurga na Akademii Górniczej w  Krakowie. Wykształcenie z zakresu odlewnictwa uzupełnił na studiach w Paryżu.
Pracownik Wydziału Odlewnictwa AGH, docent od 1964. Kierownik Zakładu Projektowania Formy przy Katedrze Technologii Formy (1954–1964). Wykładał następujące przedmioty: projektowanie formy oraz technologia formy i rdzenie, modelarstwo i formierstwo. Jeden z inicjatorów powołania w 1945 Szkoły Przemysłowej Odlewniczej w Węgierskiej Górce. W 1964 mianowany profesorem nadzwyczajnym. Publikacje z zakresu metalurgi, metaloznawstwa, maszyn i urządzeń odlewniczych. Najbardziej znana z nich to Żeliwiak i jego prowadzenie. Zasiadał w Prezydium  Międzynarodowego Komitetu Stowarzyszeń Technicznych. Pochowany został na cmentarzu Rakowickim.

## Odznaczenia
- Krzyż Oficerski Orderu Odrodzenia Polski
- dwukrotnie Złoty Krzyż Zasługi
- Medal 10-lecia Polski Ludowej[3]
- złota odznaka NOT